# The Deal (album)
The Deal is een soloalbum van Gavin Sutherland, een van de Sutherland Brothers.
De Sutherland Brothers hadden in de jaren 70 tweemaal succes met grote hits. Allereerst was daar Sailing; niet als eigen single, maar gezongen door Rod Stewart. Daarna hadden Gavin en Iain Sutherland zelf nog een hit met Arms of Mary. Dat deze twee singles geen garanties gaven voor volgende successen bleek al snel. De Sutherland Brothers verdwenen geheel uit beeld. Slechts zo af en toe kwam er later nog wat muziek van hen uit.
In januari en februari 2008 bevond Gavin zich met James Hunter in een kleine geluidsstudio, waarin hij The Deal opnam. Hij bespeelt hierop zelf alle instrumenten. Het album was vanaf begin 2009 verkrijgbaar op zijn website, maar de verkoopcijfers behaalden lang niet meer het niveau van voorheen: in december 2009 stond de teller op 84 (!) stuks; de compact disc wordt op aanvraag gemaakt. Het album bevat folk, folkrock, blues en countryachtige muziek. De stem van Gavin lijkt daarbij onaangetast.

## Musici
- Gavin Sutherland - zang, gitaar, basgitaar, orgel, slagwerk

## Tracklist
Alle door Gavin Sutherland.
1. The deal
2. Strange
3. My world
4. The way it goes
5. Dreaming
6. Morocco jive
7. The raven
8. Are you ready?
9. Kelly's waltz (the way it must be)
10. Close of the day
11. Big storm blowin'
12. Where would I be?